# Krasnogwardiejec (osiedle w obwodzie orenburskim)
Krasnogwardiejec (ros. Красногвардеец) – osiedle w Rosji, w obwodzie orenburskim, w rejonie buzułuckim. W 2010 liczyło 3608 mieszkańców.